# Halftrack
Zasugerowano, aby ten artykuł podzielić na różne artykuły – M2 Halftrack i M3 Halftrack.
Half-track – seria półgąsienicowych transporterów opancerzonych konstrukcji amerykańskiej z okresu II wojny światowej.

## Historia
Armia amerykańska od końca lat 20. eksperymentowała z zakupionymi we Francji półgąsienicowymi samochodami konstrukcji A. Kegresse. Po wypróbowaniu wielu konstrukcji eksperymentalnych, w 1937 roku powstały udane prototypy półgąsienicowego samochodu ciężarowego T-9. Bazował on na podwoziu 1,5 t Forda V-8. Pojazd okazał się tak udany, że został przyjęty do uzbrojenia pod oznaczeniem Half-Track Truck M2. W tym samym czasie przyjęto do uzbrojenia armii amerykańskiej, lekki, kołowy transporter opancerzony Scout-car M2A1.
W 1938 roku dokonano mariażu obu konstrukcji. Powstał prototyp oznaczony jako Half-Track Personnel Carrier T7. Pomyślne wyniki prób, zadecydowały o rozwoju konstrukcji. Na początku 1940 roku, powstał pojazd z nadwoziem Scout-car M3, oznaczony jako Half-Track Scout T14. Został on przyjęty do uzbrojenia. Na przełomie września i października 1940 roku zawarto pierwsze kontrakty na dostawy dużych serii tych wozów.

## Odmiany pojazdu
- Half-Track Car M2: dziesięcioosobowa wersja przeznaczona dla oddziałów rozpoznawczych oraz dla artylerii, gdzie miał służyć do holowania dział polowych o kalibrze do 155 mm. Pojazd uzbrojony był w karabin maszynowy Browning M1919A4 kal. 7,62 mm, Browning M1917A1 kal. 7,62 mm lub wkm Browning M2 kal. 12,7 mm. Uzbrojenie było mocowane na specjalnej "szynie" biegnącej wokół przedziału bojowego[5].

- M2A1: w pojazdach tych zrezygnowano z "szyny" do mocowania uzbrojenia. Wkm Browning M2 kal. 12,7 mm mocowano na obrotnicy typu M32, umieszczonej obok stanowiska kierowcy. Km Browning M1919A4 kal. 7,62 mm można było ustawiać na trzech podstawach. Dwie znajdowały się po bokach kadłuba, a jedna z tyłu[6][7].

- Half-Track Personnel Carrier M3: trzynastoosobowy transporter opancerzony. Jako pojazd uniwersalny miał służyć do przewozu piechoty zmechanizowanej w dywizjach pancernych, jako ciągnik, wóz sanitarny, wóz łączności, a także jako podwozie dla dział różnego kalibru i przeznaczenia. Od M2 różnił się dłuższym kadłubem, drzwiami w tylnej ścianie, innymi podstawami do montowania uzbrojenia oraz innym urządzeniem i wyposażeniem wnętrza. Uzbrojony był w km Browning M1919A4 mocowany na podstawie M25 zamontowanej na podłodze w tylnej części pojazdu[8].

- M3A1: Pojazdy uzbrojone w wkm Browning M2 kal. 12,7 mm, instalowany na obrotowej podstawie M49, umieszczonej obok stanowiska kierowcy[9][6].

- M3A2: uniwersalny pojazd przystosowany do wykonywania różnych zadań na polu walki. Miał zastąpić transportery M2, M2A1, M3 i M3A1. Przyjęty został do uzbrojenia w październiku 1943 roku.

- Half-Track Personnel Carrier M5: pod tym oznaczeniem występowały transportery M3 wyprodukowane w zakładach International Harvester. Dostarczano je głównie do odbiorców zagranicznych.

- M5A1: pojazdy odpowiadające standardowi M3A1.

- M5A2: pojazd uniwersalny, odpowiadający standardowi M3A2

- M9A1: pojazd produkowany w zakładach International Harvester, przeznaczony głównie do holowania dział, będący odpowiednikiem wozów M2A1[10][11].

Na podwoziu transporterów opancerzonych Halftrack, zbudowano wiele typów dział samobieżnych np. M3 GMC, M16 MGMC, M15 GMC.